# Birinşi Lïga 2021
La Birinşi Lïga 2021 è stata la 29ª edizione della seconda serie del campionato kazako di calcio.

## Stagione

### Novità
Al termine della stagione 2020 non vi è stata alcuna retrocessione in Ekinşi Lïga. Sono salite in Qazaqstan Prem'er Ligasy 2021 Aqtöbe e Atyrau. Dalla Qazaqstan Prem'er Ligasy è retrocesso solo l'Oqjetpes, poiché l'Ertis si è sciolto nel corso della passata stagione, cessando di fatto di esistere. 
Arys e Aqjaıyq sono state in seguito ripescate in Prem'er Ligasy. 
Altaı, Jetisý B e Sdıýsshor Nº8 non si sono iscritte a questa edizione della Birinşi Lïga e sono tutte e tre ripartite dalla Ekinşi Lïga.
Le seguenti squadre, non presenti alla precedente edizione del campionato, sono state ammesse al torneo: 
- Aqsý
- Igılık
- Taraz-Karataý, seconda squadra del Taraz
- Qyzyljar Akademıya, seconda squadra del Qyzyljar

### Formula
Le dodici squadre si affrontano due volte, per un totale di ventidue giornate. Le prime due classificate, vengono promosse in Prem'er Ligasy. L'ultima classificata, invece, retrocede in Ekinşi Lïga.

## Classifica finale
|  | Pos. | Squadra            | Pt | G  | V  | N | P  | GF | GS | DR  |
|  | ---- | ------------------ | -- | -- | -- | - | -- | -- | -- | --- |
|  | 1.   | Aqsý               | 50 | 22 | 15 | 5 | 2  | 53 | 19 | +34 |
|  | 2.   | Maqtaaral          | 46 | 22 | 14 | 4 | 4  | 37 | 15 | +22 |
|  | 3.   | Qyran              | 42 | 22 | 12 | 6 | 4  | 57 | 32 | +25 |
|  | 4.   | Oqjetpes (-9)      | 41 | 22 | 15 | 5 | 2  | 66 | 25 | +41 |
|  | 5.   | Qairat Akademija   | 35 | 22 | 11 | 2 | 9  | 53 | 36 | +17 |
|  | 6.   | Ekibastuz          | 35 | 22 | 10 | 5 | 7  | 45 | 35 | +10 |
|  | 7.   | Taraz-Karataý      | 29 | 22 | 8  | 5 | 9  | 40 | 32 | +8  |
|  | 8.   | Shahter-Bolat      | 25 | 22 | 8  | 1 | 13 | 42 | 40 | +2  |
|  | 9.   | Akademıya Ońtýstik | 21 | 22 | 7  | 0 | 15 | 33 | 43 | -10 |
|  | 10.  | Igılık             | 18 | 22 | 6  | 0 | 16 | 15 | 67 | -52 |
|  | 11.  | Baıqońyr           | 17 | 22 | 5  | 2 | 15 | 23 | 69 | -46 |
|  | 12.  | Qyzyljar Akademıya | 9  | 22 | 2  | 3 | 17 | 20 | 71 | -51 |

Legenda:
      Promossa in Qazaqstan Prem'er Ligasy 2022
      Retrocessa in Ekinşi Lïga 2022
Note:
Tre punti a vittoria, uno a pareggio, zero a sconfitta.